# Cenac
Cenac è un comune della Moldavia situato nel distretto di Cimișlia di 2.098 abitanti al censimento del 2004